# Cornelis Albarda (1796-1866)
Cornelis Albarda (Harlingen, 4 augustus 1796 - Leeuwarden, 25 februari 1866) was een Nederlands rechter, gemeentelijk en provinciaal politicus.

## Biografie
Albarda was lid van het juristen- en patriciaatsgeslacht Albarda en een zoon van drost, baljuw en vrederechter dr. Johannes Albarda (1761-1838) en Mintje van der Meulen (1762-1822). Hij trouwde in 1823 met Heije Wiggerts (1802-1825), met wie hij een dochter en een zoon, burgemeester mr. Johannes Albarda (1825-1862) kreeg. Hij was een neef van rechter mr. Cornelis Albarda (1803-1848).
Albarda werd in 1816 griffier van het vredegerecht van Hindeloopen waar hij vanaf 1826 vrederechter was. In 1835 werd hij van daaruit benoemd tot vrederechter bij het 1e kanton te Leeuwarden, en vanaf 1838 tot 1866 diende hij als kantonrechter bij het Leeuwardens kantongerecht.
Albarda was daarnaast lid van de gemeenteraad van Workum, auditeur van de dienstdoende schutterij aldaar, daarna gemeenteraadslid van Leeuwarden en ook nog lid van de Provinciale Staten van Friesland.